# Polojeve, Șațk
Polojeve (în ucraineană Положеве) este un sat în comuna Samiilîci din raionul Șațk, regiunea Volînia, Ucraina.

## Demografie
Componența lingvistică a localității Polojeve
     Ucraineană (100%)
Conform recensământului din 2001, toată populația localității Polojeve era vorbitoare de ucraineană (100%).